# جاك داوغرتي
جاك داوغرتي (بالإنجليزية: Jack Daugherty)‏ هو لاعب كرة قاعدة أمريكي، ولد في 3 يوليو 1960 في مقاطعة ميامي داد في الولايات المتحدة.

## وصلات خارجية
- جاك داوغرتي على موقع الدوري الياباني لكرة القاعدة (الإنجليزية)
- جاك داوغرتي على موقعبيزبول رفرنس.كوم (الدوري الرئيسي) (الإنجليزية)
- جاك داوغرتي على موقعبيزبول رفرنس.كوم (الدوري الثانوي) (الإنجليزية)
- جاك داوغرتي على موقع إي إس بي إن.كوم (أم.أل.بي) (الإنجليزية)
- جاك داوغرتي على موقع مشجعي الرسوم البيانية (الإنجليزية)